# 1895 год в спорте
Список 1895 год в спорте перечисляет спортивные события, произошедшие в 1895 году.

## Российская империя
- Чемпионат России по конькобежному спорту 1895;

## Международные события

### Чемпионаты Европы
- Чемпионат Европы по конькобежному спорту 1895

### Волейбол
- Появился волейбол

### Баскетбол
- Создан клуб «Джорджия Бульдогс»;

### Регби
- Кубок домашних наций 1895;

### Футбол
- Чемпионат Нидерландов по футболу 1894/1895;
- Чемпионат Нидерландов по футболу 1895/1896;
- Созданы клубы:
  - «Вест Хэм Юнайтед»;
  - «Виктория»;
  - «Дандела»;
  - «ИФК Сундсвалль»;
  - «Йовил Таун»;
  - «Пантен»;
  - «СВВ Велоситас»;
  - «Фламенго»;
  - «Хёнефосс»;
  - «Шелбурн»;
  - ЮКД;

#### Англия
- Футбольная лига Англии 1894/1895;
- Футбольная лига Англии 1895/1896;

### Шахматы
- Гастингс 1895;

## Персоналии

### Родились
- 3 марта — Эрни Коллетт, канадский профессиональный хоккеист, чемпион I зимних Олимпийских игр († 1951)